# E'
『E’』（イーダッシュ）は、矢沢永吉の12枚目のスタジオ・アルバム。1984年7月25日発売。

## 概要
- 前作『I am a Model』から約一年ぶりのオリジナル・アルバム。
- 本作では共同プロデューサーにアンドリュー・ゴールドを迎える。アンドリューは『I am a Model』までエンジニアを務めていたジム・アイザクソンの紹介で[1]、『P.M.9』にギタリストとして参加していた。矢沢は本作について、「アメリカの音楽に日本語が自然に同化できた。いままでにない新しい匂いが出せた」とコメントしている[2]。
- レコードのジャケットは、「E'」のロゴ部分が切り抜かれており、そこから中身が見える意匠。また、ジャケットの色は赤・青・緑の3色が用意されていた（内容は全て同一）。なお、カセットテープおよびCDでは、「E'」ロゴから中の冊子が見えるデザインがそのまま印刷されており、切り抜かれてはいない。またCDのジャケットは赤のみ。

## 収録曲

### LP
| 全作曲: 矢沢永吉（※作曲: M-1,Mitchell Froom）。 |                                |            |                                                      |      |
| #                                               | タイトル                       | 作詞       | 作曲・編曲                                           | 時間 |
| 1.                                              | 「スタイナー（Introduction）」 | -          | 矢沢永吉（※作曲: M-1, Mitchell Froom （ 英語版 ） ） | 0:45 |
| 2.                                              | 「逃亡者」                     | 西岡恭蔵   | 矢沢永吉（※作曲: M-1, Mitchell Froom （ 英語版 ） ） | 3:46 |
| 3.                                              | 「あの夜…」                    | ちあき哲也 | 矢沢永吉（※作曲: M-1, Mitchell Froom （ 英語版 ） ） | 4:16 |
| 4.                                              | 「O,Oh」                       | 西岡恭蔵   | 矢沢永吉（※作曲: M-1, Mitchell Froom （ 英語版 ） ） | 3:41 |
| 5.                                              | 「FADE AWAY」                  | 西岡恭蔵   | 矢沢永吉（※作曲: M-1, Mitchell Froom （ 英語版 ） ） | 3:16 |
| 6.                                              | 「LONG DISTANCE CALL」         | 西岡恭蔵   | 矢沢永吉（※作曲: M-1, Mitchell Froom （ 英語版 ） ） | 4:45 |
| 合計時間:                                       | 合計時間:                      | 合計時間:  | 20:29                                                |      |

| 全作曲: 矢沢永吉。 |                    |            |            |      |
| #                  | タイトル           | 作詞       | 作曲・編曲 | 時間 |
| 1.                 | 「BALL AND CHAIN」 | ちあき哲也 | 矢沢永吉   | 4:05 |
| 2.                 | 「棕櫚の影に」     | 西岡恭蔵   | 矢沢永吉   | 4:42 |
| 3.                 | 「罪なデマ」       | ちあき哲也 | 矢沢永吉   | 4:16 |
| 4.                 | 「GOOD LUCK!!」    | 西岡恭蔵   | 矢沢永吉   | 3:44 |
| 5.                 | 「回転扉（ドア）」 | ちあき哲也 | 矢沢永吉   | 4:15 |
| 合計時間:          | 合計時間:          | 合計時間:  | 21:02      |      |

### CD
| 全作曲: 矢沢永吉（※作曲: M-1,Mitchell Froom）。 |                                |            |                                                      |      |
| #                                               | タイトル                       | 作詞       | 作曲・編曲                                           | 時間 |
| 1.                                              | 「スタイナー（Introduction）」 | -          | 矢沢永吉（※作曲: M-1, Mitchell Froom （ 英語版 ） ） | 0:45 |
| 2.                                              | 「逃亡者」                     | 西岡恭蔵   | 矢沢永吉（※作曲: M-1, Mitchell Froom （ 英語版 ） ） | 3:46 |
| 3.                                              | 「あの夜…」                    | ちあき哲也 | 矢沢永吉（※作曲: M-1, Mitchell Froom （ 英語版 ） ） | 4:16 |
| 4.                                              | 「O,Oh」                       | 西岡恭蔵   | 矢沢永吉（※作曲: M-1, Mitchell Froom （ 英語版 ） ） | 3:41 |
| 5.                                              | 「FADE AWAY」                  | 西岡恭蔵   | 矢沢永吉（※作曲: M-1, Mitchell Froom （ 英語版 ） ） | 3:16 |
| 6.                                              | 「LONG DISTANCE CALL」         | 西岡恭蔵   | 矢沢永吉（※作曲: M-1, Mitchell Froom （ 英語版 ） ） | 4:45 |
| 7.                                              | 「BALL AND CHAIN」             | ちあき哲也 | 矢沢永吉（※作曲: M-1, Mitchell Froom （ 英語版 ） ） | 4:05 |
| 8.                                              | 「棕櫚の影に」                 | 西岡恭蔵   | 矢沢永吉（※作曲: M-1, Mitchell Froom （ 英語版 ） ） | 4:42 |
| 9.                                              | 「罪なデマ」                   | ちあき哲也 | 矢沢永吉（※作曲: M-1, Mitchell Froom （ 英語版 ） ） | 4:16 |
| 10.                                             | 「GOOD LUCK!!」                | 西岡恭蔵   | 矢沢永吉（※作曲: M-1, Mitchell Froom （ 英語版 ） ） | 3:44 |
| 11.                                             | 「回転扉（ドア）」             | ちあき哲也 | 矢沢永吉（※作曲: M-1, Mitchell Froom （ 英語版 ） ） | 4:15 |
| 合計時間:                                       | 合計時間:                      | 合計時間:  | 41:31                                                |      |

### 楽曲解説
1. スタイナー（Introduction）
Instrumental。17thシングルにも収録
2. 逃亡者
17thシングル
3. あの夜…
4. O,Oh
5. FADE AWAY
6. LONG DISTANCE CALL
前曲から繋がり聴こえる。
7. BALL AND CHAIN
17thシングルのB面曲
8. 棕櫚の影に
9. 罪なデマ
10. GOOD LUCK!!
曲中、スタジオに迷い込んだ犬の鳴き声が紛れて収録[1]
11. 回転扉（ドア）